# Inducirani upor
Inducirani upor je vrsta zračnega upora, ki se pojavlja na krilih in drugih krilu podobnih površinah s končnim razponom kot neželena  posledica nastanka sile vzgona. Kot ostale oblike zračnega upora, inducirani upor prispeva k povečanju aerodinamičnih izgub, zato se ga na različne načine poskuša karseda zmanjšati. 
Za razliko od tlačnega in profilnega zračnega upora je za inducirani upor značilno upadanje pri naraščajoči hitrosti.

## Nastanek induciranega upora
Vzrok nastanka induciranega upora je tlačna razlika med zgornjo in spodnjo polovico krila, ki je vzrok nastanka sile vzgona. Na koncu krila zato pride do izenačevanja zračnih tlakov, pri čemer nastane zračni tok iz spodnje polovice krila, kjer je prisoten nadtlak, proti zgornji polovici krila, kjer je prisoten podtlak. To izenačenje tlakov povzroči padanje sile vzgona na koncu krila.
Zaradi izenačevanja tlakov nastaneta na koncih kril vrtinca, katerih smer vrtenja je od spodnje proti zgornji polovici krila. V praksi to pomeni na levem krilu (gledano od zadaj) nastanek vrtinca, ki se vrti v sourni smeri, na desnem pa nastanek vrtinca, ki se vrti v protiurni smeri. 
Tok, ki nastane zaradi izenačevanja tlakov, po celotni razpetini krila povzroči povečanje hitrosti zračnega toka navzdol, kar spremeni tudi smer relativnega zračnega toka na krilo v primerjavi s smerjo prostega toka. Posledično se tudi vektor sile vzgona premakne nazaj, komponenta te sile v smeri gibanja letala pa predstavlja inducirani upor.
Pri nizkih hitrostih je za dosego enake sile vzgona potreben večji vzgonski količnik, to pa povzroči večje tlačne razlike med zgornjo in spodnjo polovico krila in s tem tudi močnejše izenačevanje tlakov, zaradi česar je pri nizkih hitrostih tudi inducirani upor večji.